# PGE Polska Grupa Energetyczna
PGE Polska Grupa Energetyczna S.A. (PGE; deutsch Polnische Energiegruppe) ist ein börsennotierter polnischer Energiekonzern mit Sitz in Warschau.
Die Aktien des Unternehmens sind seit Dezember 2009 an der Warschauer Wertpapierbörse notiert. Es ist im Index WIG30 gelistet.

## Geschäftsfelder

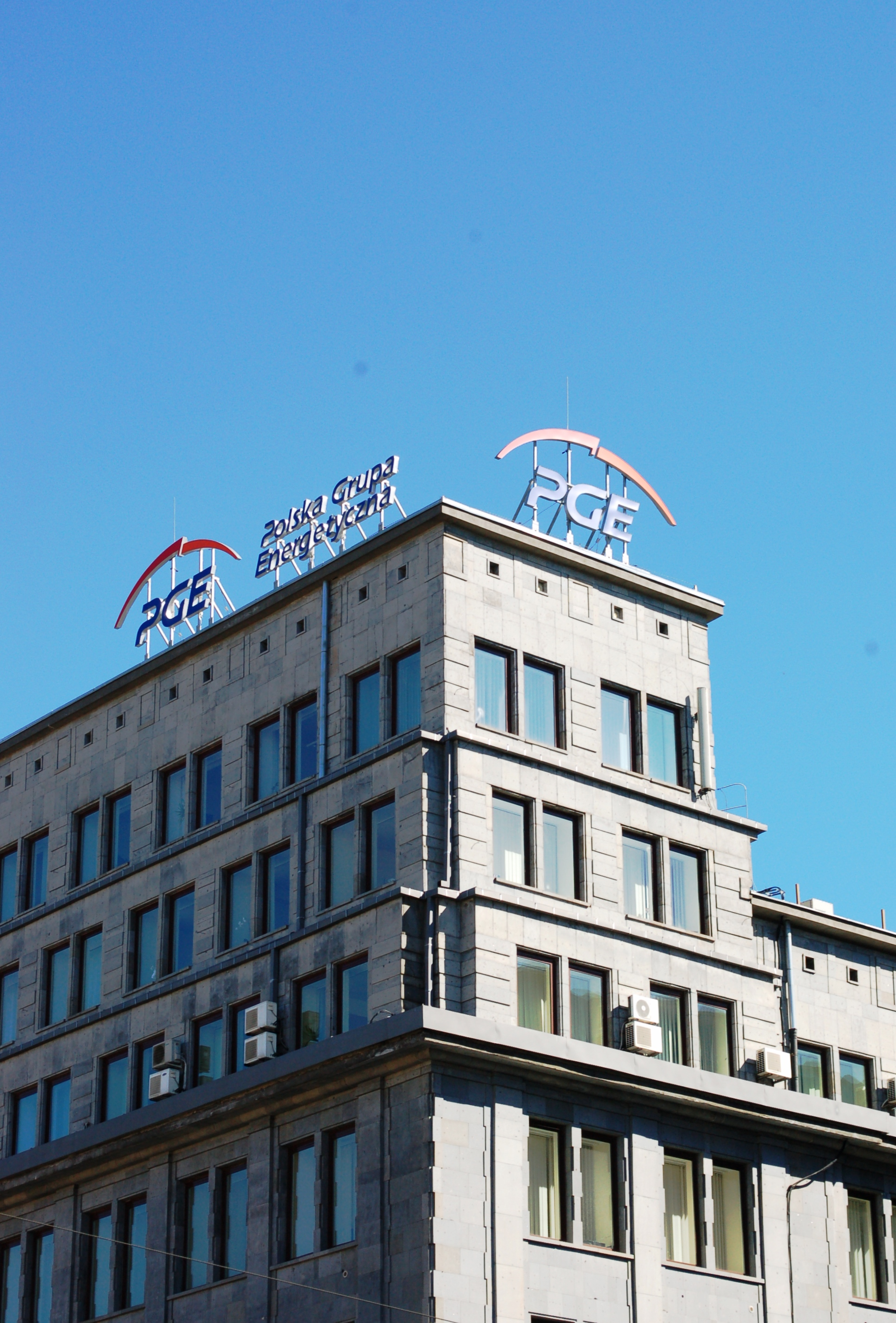
PGE in Warschau, Ulica Nowy Świat

Die Aktivitäten des Unternehmens umfassen::8
- Erzeugung elektrischer Energie
- Betrieb eines elektrischen Verteilnetzes
- Groß- und Einzelhandel mit elektrischer Energie, CO2-Zertifikaten und Gas
- Erzeugung und Distribution von Fernwärme
- Sonstige Dienstleistungen und Unterstützungsfunktionen für die o. g. Aktivitäten

2009 kündigte die Unternehmensleitung an, zwei Kernkraftwerke in Polen zu bauen. 2018 wurde bekannt, dass das Unternehmen sich dazu entschlossen habe, sich weitgehend aus den Kernkraftwerksplanungen zurückzuziehen. Stattdessen wolle sich das Unternehmen stärker auf Offshore-Windparks in der Ostsee konzentrieren. Das Unternehmen war bis Ende 2011 am litauischen Kernkraftwerk Visaginas beteiligt.
Bis 2040 beabsichtigt PGE, Offshore-Windparks mit einer Leistung von mindestens 6,5 Gigawatt in der Ostsee zu installieren.

## Aktionärsstruktur
Das Grundkapital der Gesellschaft beträgt 19,165 Mrd. Złoty (4,5 Mrd. Euro) und verteilt sich auf 1.869.760.829 Aktien mit einem Nennwert von je 10,25 Złoty.:52
| Anteilseigner    | Anteil am Grundkapital | Stimmrechtsanteil |
| ---------------- | ---------------------- | ----------------- |
| polnischer Staat | 57,39 %                | 57,39 %           |
| Streubesitz      | 42,61 %                | 42,61 %           |